# Последният крал на Шотландия
Последният крал на Шотландия (на английски: The Last King Of Scotland) е шотландски филм на режисьора Кевин Макдоналд от 2006 г., базиран на едноименната новела на Жил Фоден. Адаптираният сценарий е дело на Питър Морган и Джереми Брок. Филмът разказва за истински събития от управлението на диктатора Иди Амин, макар и главният герой да е измислен. За превъплъщението си в ролята на президента на Уганда, Форест Уитакър получава Оскар за Най-Добър Актьор и БАФТА в същата категория, както и Златен глобус за Най-Добър Актьор В Драматичен Филм от 2007 г. Самата продукция е отличена с още две награди от БАФТА: Най-Добър Британски Филм и Най-Добър Адаптиран Сценарий – 2007.

## Сюжет
Внимание:  Текстът по-долу разкрива сюжета на произведението (или части от него)!
Млад шотландски лекар заминава в Уганда, в търсене на приключения, и бягство от скучното ежедневие. Започва работа в малка клиника в село в африканската държава. По стечение на обстоятелствата, след малък инцидент, се запознава с новопровъзгласения президент Иди Амин. Диктаторът е впечатлен от него и го назначава като свой личен лекар. В очите на младия шотландец, Иди Амин е честен и решен да промени страната си политик. С течение на времето обаче, той осъзнава, че дълбоко се е лъгал в почтеността на президента.